# Occlumentie
Occlumentie (Engels: Occlumency) is een magische vaardigheid uit de Harry Potter-boekenserie van Joanne Rowling.
Occlumentie is de magische verdediging van de geest tegen binnendringen van buitenaf. Het wordt beschouwd als een obscure tak van magie, die desondanks bijzonder nuttig kan zijn.
Wie wordt "aangevallen" met de Legilimens-toverspreuk, moet zich concentreren en proberen zijn geest af te sluiten voor de indringer. Het gaat erom dat de geest totaal emotieloos wordt gemaakt. Als de "aanvaller" de kans krijgt door te dringen tot gedachten die angst aanjagen, krijgt hij juist onbedoeld extra wapens.
Occlumentie is geen officieel vak op Zweinstein, maar Harry krijgt er in zijn vijfde jaar privéles in van professor Sneep, om zijn geest af te kunnen sluiten voor aanvallen van Heer Voldemort. Hij krijgt de lessen een keer per week, en als iemand ernaar vraagt, moet hij zeggen dat hij bijles toverdranken krijgt.
Harry is erg slecht in occlumentie, maar dat is ook omdat hij zijn geest eigenlijk niet af wíl sluiten - de contacten met Voldemort zijn juist erg handig om te kunnen zien wat Voldemort voelt. Harry blijkt Voldemort niet door occlumentie te kunnen buitensluiten, maar wel door gedachten van liefde.

## Bekende occlumensen
- Severus Sneep
- Albus Perkamentus
- Heer Voldemort
- Draco Malfidus
- Bellatrix van Detta
- Hildebrand Slakhoorn
- Bartolomeus Krenck Jr.[1]